# Chiesa di Santa Maria Solitaria e dei Santi Antonio e Isidoro

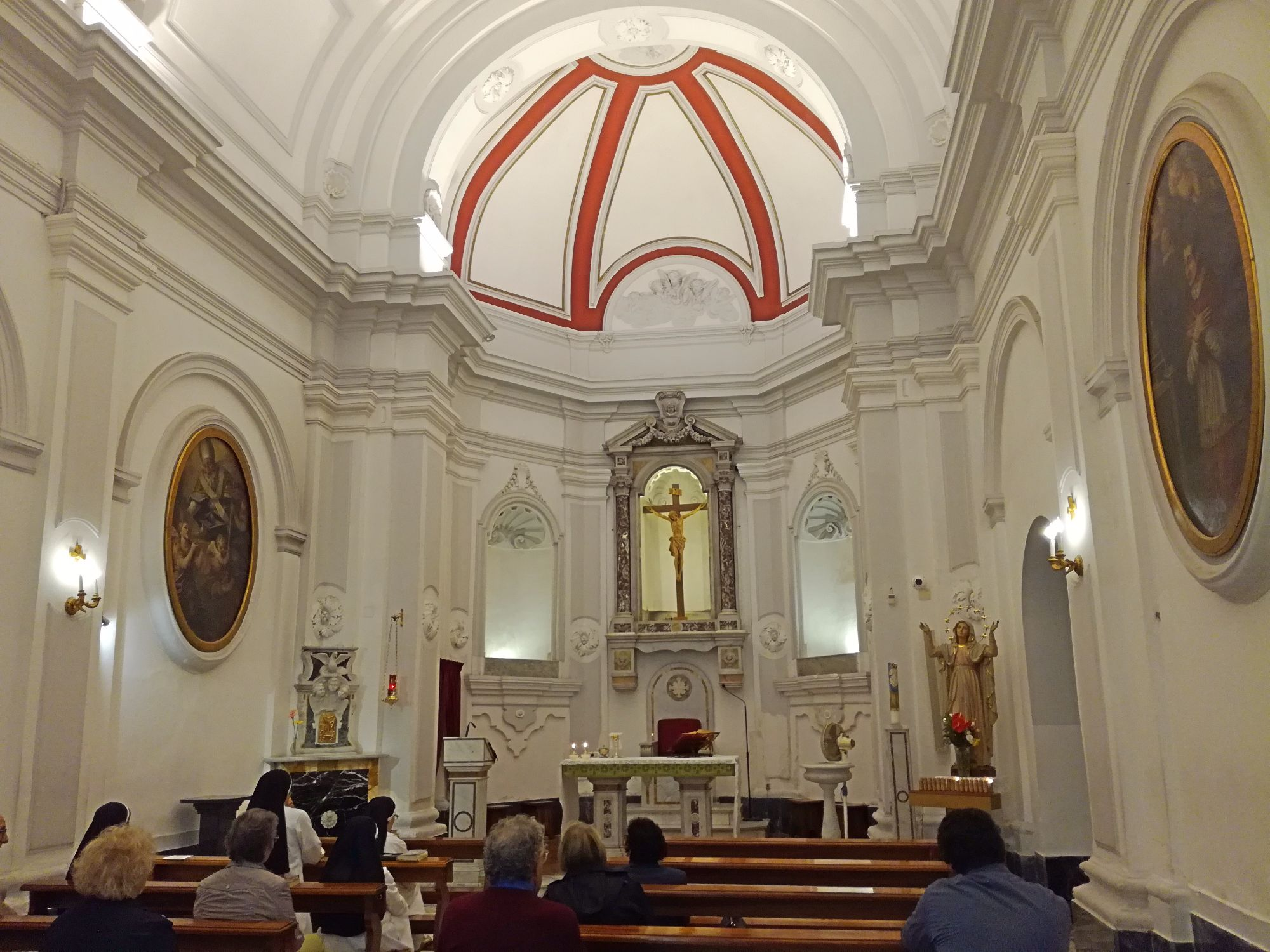
Interno

La chiesa di Santa Maria Solitaria e dei Santi Antonio e Isidoro è una chiesa di interesse storico-artistico di Napoli; è locata nel quartiere Fuorigrotta, in via Diocleziano.

## Storia e descrizione
La struttura in questione è tipicamente barocca: venne costruita, come cappella rurale della zona dell'Ardia, nel 1694. La chiesa sorge nelle vicinanze di altre rilevanze architettoniche, come ad esempio le sei case a torre di Mario Ridolfi e Wolfgang Franckl, risalenti alla metà del XX secolo.
La facciata, allineata al fronte dei palazzi circostanti, è disposta su due ordini ed è delimitata, su ciascun lato, da due coppie di lesene sovrapposte. Nel registro inferiore si apre il portale d'accesso, mentre nella parte superiore, al di sopra di un massiccio cornicione, si trova un finestrone con balaustra sormontato da una lapide riccamente decorata. La sommità del prospetto è chiusa da un frontone arcuato, oltre il quale si trova una piccola cuspide.
Nell'interno si segnalano, lungo le pareti della navata, cinque grandi tele circolari realizzate da un ignoto pittore settecentesco e un Sant Antonio da Padova ligneo, sempre di ignota mano settecentesca, in una nicchia dietro l'altare.